# Карло III Малатеста ди Соляно
Вижте пояснителната страница за други личности с името Карло Малатеста.
Карло III Малатеста ди Соляно (на италиански: Carlo III Malatesta di Sogliano; * 1567, Римини, † 1628, замък на Леняно) от кадетския клон Малатеста ди Соляно на италианската династия Малатеста е суверенен граф на Соляно през 1591 г. (през 1593 г. заедно с братовчед си Семпронио), граф на Пондо (през 1593 г. отстъпва 1/2 на Семпронио), граф на Таламело, граф на 1/2 от Сан Джовани ин Галилея, владетел на Монтеджели, Ронтаняно, Савиняно ди Риго, Пиетра дел'Узо, Монтепетра, Сегуно, Пратолина, Руфиано, Мелето, Сапето, Чиня, Букио, Поцуоло Валендзера, Сасета и Соазия, на 1/3 от Спинело и Стригара. 

## Произход
Той е син на Корнелио Малатеста ди Сан Джовани († 1571), граф на Сан Джовани ин Галилея и капитан на Венеция, и на съпругата му Батиста Бернардини. Негов дядо по бащина линия е Рамберто Новело II Малатеста ди Соляно, граф на Соляно, а по майчина – Акиле Бернардини, граф на Маса

## Биография
Той е утвърден във владенията си с присъдата на Апостолическата камара от 8 юли 1600 г. Продава своята половина от Графство Пондо и анексите през ноември 1600 г. за 13 000 скуди на Джанфранческо Алдобрандини и запазва 1/10 от феода.
Капитан на императорската армия (1596), на армията на папата под командването на Латеранския херцог и в началото на XVII век на Венеция, както и венециански губернатор на Леняно. 
Бие се срещу турците в Унгария и се доказва в обсадата на Естергом. Връщайки се в Италия има почетно кондотиерство при Марио I Фарнезе. Умира в замъка на Леняно на 61-годишна възраст.

## Брак и потомство
∞ 1625 г. за Елизабета Бонтакио от Бреша, от която няма деца.
Има две извънбрачни деца:
- Якопо Малатеста ди Соляно
- Олимпия Малатеста ди Соляно

|  | Тази страница частично или изцяло представлява превод на страницата Carlo III Malatesta de Sogliano в Уикипедия на каталонски. Оригиналният текст, както и този превод, са защитени от Лиценза „Криейтив Комънс – Признание – Споделяне на споделеното“, а за съдържание, създадено преди юни 2009 година – от Лиценза за свободна документация на ГНУ. Прегледайте историята на редакциите на оригиналната страница, както и на преводната страница, за да видите списъка на съавторите. ВАЖНО: Този шаблон се отнася единствено до авторските права върху съдържанието на статията. Добавянето му не отменя изискването да се посочват конкретни източници на твърденията, които да бъдат благонадеждни. |